# Луколи
Луколи (итал. Lucoli) — коммуна в Италии, располагается в регионе Абруццо, в провинции Л’Акуила.
Население составляет 995 человек (2008 г.), плотность населения составляет 9 чел./км². Занимает площадь 110 км². Почтовый индекс — 67045. Телефонный код — 0862.
Покровителем коммуны почитается Иоанн Креститель, празднование 24 июня.

## Демография
Динамика населения:

## Администрация коммуны
- Официальный сайт: http://www.comune.lucoli.aq.it/